# Kundfordran
En kundfordran uppkommer när ett företag har levererat en vara eller utfört en tjänst mot faktura men ännu inte fått betalt av kunden.. En kundfordran är därmed en säljares tillgodohavande hos en köpare, vilket som huvudregel markeras av att säljaren utfärdar en faktura, i Sverige i enlighet med faktureringsreglerna i Mervärdesskattelagen (1994:200). Fordringarna står kvar till dess att fakturorna är betalda. I Sverige regleras detta också genom Bokföringslagen (1999:1978). Andra länder har liknande reglering i lagstiftningen. 
Det företag som köpt något har på motsvarande sätt en leverantörsskuld.